# SNCASO SO-4060
Il SNCASO SO-4060 era un caccia pesante ognitempo a reazione biturboreattore, biposto ad ala a freccia, prodotto dal consorzio francese SNCASO negli anni cinquanta del XX secolo e rimasto allo stadio di prototipo non completato.

## Storia del progetto
Nel 1953 la SNCASO aveva ricevuto un ordine di produzione per 360 esemplari del cacciabombardiere SO-4050 Vautour, che aveva volato per la prima volta il 16 ottobre 1952, ed iniziò a lavorare alla progettazione di un successore, questa volta dotato di velocità supersonica.
Inizialmente l'ufficio tecnico di Courbevoie, diretto da Jean Charles Parot, pensò ad una versione modificata del Vautour, ma poi optò per la progettazione di un velivolo completamente nuovo, il SO.4060. All'epoca della realizzazione venne indetto un concorso per trovare un nome al nuovo aereo, ma l'esito non è noto.
I primi disegni di progetto mostrano un aereo con ali a delta alte e prese d'aria frontali. Nel marzo 1954, a Suresnes, venne testato nella galleria del vento un modello in scala 1/16 e alla fine vennero scelte prese d'aria laterali e un'ala a freccia bassa.
L'Armée de l'air era interessata allo SO-4060 e il 16 marzo 1955 mandò una specifica (fiche-programme) alla sola SNCASO per un aereo intercettore ognitempo in grado di raggiungere Mach 1,3 a un'altitudine di 15 000 m, da realizzarsi entro il 1960.

## Descrizione tecnica
Il SO-4060 rientrava nella categoria dei caccia pesanti, era un biposto in tandem, bimotore. Il carrello di atterraggio era triciclo anteriore retrattile. La propulsione era assicurata da due reattori SNECMA Atar 101G-1 da 4 400 kg/s ciascuno, alimentati da prese d'aria semicircolari poste su ciascun lato della cabina di pilotaggio. Era prevista l'installazione di un motore a razzo SEPR 81 da 3 000 kg/s per facilitare l'accelerazione al momento dell'intercettazione. Era previsto che raggiungesse la quota di 15 000 m in 5'15".
Le ali erano a freccia, prive di diedro, e poste in posizione mediana, fissate alla parte inferiore della fusoliera. Molto interessanti erano le estremità alari ruotanti per controllare il rollio, come quelle testate sullo Short SB.4 Sherpa.
L'impennaggio di coda era costituito da una singola deriva a freccia e da piani stabilizzatori orizzontali a freccia, senza diedro, fissati sulla parte inferiore della fusoliera e più in basso rispetto alle ali. Per quanto riguarda l'armamento, non erano previsti né cannoni né mitragliatrici. Esso era composto da 2 missili aria-aria Matra R 511 o Nord 5103 alloggiati in una stiva ventrale.

## Impiego operativo
Dalla fine del 1955 vennero offerte sul mercato altre due versioni: il caccia monoposto imbarcato SO-4060M e il bombardiere biposto SO-4060B. La prima opportunità per il SO-4060M si presentò alla metà degli anni cinquanta, quando la Marine nationale  prese in considerazione l'acquisto di tre portaerei con relativi gruppi di volo (Clemenceau e Foch; una terza portaerei, che si proponeva di chiamare Verdun, fu cancellata). Il progetto SO-4060M verteva su una cellula pesantemente riprogettata,  rinforzata per il decollo tramite catapulta e per l'atterraggio sul ponte di volo, dotata di motori turbogetto più potenti (il motore a razzo fu rimosso). Poiché questa variante era un aereo monoposto, l'ufficio tecnico della SNCASO raccomandò di installare sull'aereo un sistema di navigazione e bombardamento migliorato e di utilizzare la bomba guidata Sud Aviation B 10. Poco dopo, l'ufficio di progettazione della SNCASO presentò il progetto SO-4060 B, una versione da bombardamento basato sul SO-4060, biposto, con il secondo membro dell'equipaggio che sedeva nel muso davanti al pilota e controllava il sistema di navigazione e bombardamento Derveaux. Questa disposizione dell'equipaggio fu testata su un Vautour BR.
Il 18 gennaio 1956 furono ordinati due prototipi del SO-4060 il cui primo volo era previsto circa per il 15 ottobre 1957. 
All'epoca il progresso tecnico era tale che il 27 giugno 1956 l'Armée de l'air richiese un aereo in grado di raggiungere Mach 2. Il nuovo turboreattore SNECMA Atar 9 appena uscito di fabbrica garantiva la potenza necessaria a raggiungere la velocità Mach 2, a differenza del meno potente Atar 101. Tuttavia, poiché che la Sud-Ouest non aveva previsto un caso del genere, il SO-4060 fu pianificato per una velocità di Mach 1,5. La costruzione del primo prototipo era oramai troppo avanzata per poter includere l'installazione del nuovo motore. Il secondo prototipo sarebbe stato modificato di conseguenza, i seggiolini eiettabili Ouest Aviation E 111 sarebbero stato sostituiti con i Martin Baker Mk.IV, il motore a razzo fu rimosso, e le prese d'aria modificate con l'installazione di semiconi mobili che generavano onde d'urto per consentire il volo ad alta velocità. Tuttavia le modifiche al secondo prototipo SO-4060-02 complicarono la gestione del programma, e la dirigenza di Ouest Aviation (nuova denominazione della SNCASO dal febbraio 1956) entrò in continuo conflitto con le agenzie governative in merito alle scadenze e ai costi.
Il SO.4060M risultò troppo pesante, e venne sostituito da una versione più leggera, il SO-4062. Il primo SO.4060B con muso vetrato, fu sostituito nell'ottobre del 1957 da un altro SO.4060B dotati di sistema di navigazione e bombardamento Derveaux.
Questo secondo SO.4060B era stato progettato per rispondere al programma per un bombardiere nucleare d'attacco (o di "rappresaglia") lanciato dall'Armée de l'air nel 1957. Sfortunatamente il caccia AMD-Breguet Aviation Mirage III era in volo dal novembre 1956 e il prototipo del bombardiere Dassault Mirage IV fu ordinato 10 giorni dopo.
Nel marzo 1957, Sud-Est (ex SNCASE) e Ouest si fusero per creare il nuovo costruttore di aeromobili Sud Aviation, leader nella produzione di aeromobili in termini di personale e fatturato. La Sud-Est contribuì al fondo comune con l'ambizioso programma dell'aereo passeggeri Caravelle, mentre la società Ouest contribuì con il programma dell'aereo da combattimento Vautour.
Nel 1957 si verificò una riduzione del bilancio militare di quasi 20 miliardi di franchi, da 305 a 286 miliardi, che determinò una riduzione del numero di cacciabombardieri SO-4050 Vautour ordinati a 300 anziché 360, seguita da un'altra riduzione di bilancio che mise fine a programmi come il Leduc, il SO-9000 Trident e il Nord 1500 Griffon. Il SO-4060, pur essendo tecnologicamente avanzato, venne superato nel confronto dal Mirage IV. La Dassault aveva costruito i suoi prototipi utilizzando fondi propri, mentre la Sud-Ouest aveva richiesto che lo Stato, suo proprietario, finanziasse integralmente l'intero progetto.
Il 22 agosto 1957, un promemoria dello Stato maggiore spiegava che l'Armée de l'air stava abbandonando il concetto di caccia pesante, dato che un intercettore leggero come il Mirage III avrebbe potuto svolgere la stessa missione, essendo più versatile e meno costoso. Questa considerazione portò all'arresto del programma del SO-4060. Per il velivolo da bombardamento era già stato scelto il Mirage IV e l'Aeronavale non aveva i mezzi finanziari per sviluppare autonomamente un velivolo imbarcato, e quindi anche l'SO-4060M fu abbandonato.
Nel novembre 1957, il CEO di Sud Aviation, Georges Héreil, inviò una durissima lettera al viceministro dell'aviazione, Louis Christiaens. Nella lettera, in cui si minacciava il licenziamento di cinquecento operai, Héreil l cercò di salvare lo SO-4060, sia come banco di prova per voli a Mach 2, sia come sostituto in caso di problemi al Mirage IV.  Nel tentativo di trovare una gli ingegneri dell'azienda moltiplicarono le ricerche e i calcoli. Nella nota esplicativa del 10 ottobre 1957 si indicava tutte le modifiche che dovevano essere apportate al progetto del primo prototipo affinché potesse ricevere i motori Atar 9 e raggiungere una velocità di Mach 2,0. L'installazione di nuovi motori spostò indietro il baricentro e la sua posizione dovette essere ripristinata posizionando della zavorra nella parte anteriore dell'aereo. Fu necessario modificare diverse sezioni della fusoliera, nonché l'intera sezione posteriore.
L'abbandono dei programmi relativi al SO-9000 Trident e al SO-4060 (in quest'ultimo caso divenuto ufficiale il 25 ottobre 1957), la riduzione dell'ordine per i SO-4050 Vautour a 160, e poi a 140 esemplari all'inizio del 1958 fecero capire alla Sud-Ouest si stava avviando al fallimento in breve tempo.
Furono proposte altre versioni: nel marzo 1957 il SO-4060B-IV, con peso a vuoto di 8,7 t, nel gennaio 1958 il SO-4060 "Robot", entrambi senza pilota, il SO-4061 con maggiore autonomia e persino un SO-4070 che in realtà era un progetto ancora più ambizioso e aveva poco a che fare con il SO-4060. Tutti questi progetti richiesero tra 2 e 3 anni di sviluppo, costarono tra 1,5 e 3 milioni di franchi e rafforzarono le critiche della Direzione tecnica e industriale, che riteneva che la Sud Aviation facesse troppi progetti e pochi velivoli. Il prototipo SO-4060-01, incompiuto, fu demolito.
Il caccia SO-4060 fu l'ultimo aereo da combattimento costruito (anche se non completato) da un'azienda nazionale in Francia.

## Versioni
- Sud-Ouest SO-4060 "Robot": versione semplificata senza pilota proposta nel gennaio 1958. Priva di carrello d'atterraggio e di stiva, era più simile a un missile.
- Sud-Ouest SO-4060-01: primo prototipo, proposto nel 1955.[2]
- Sud-Ouest SO-4060-02: secondo prototipo proposto nel dicembre 1956. Era dotato di due reattori SNECMA Atar 9 da 6 000 kg/s, apertura alare di 11,73 m, superficie alare di 50 m², peso a vuoto di 11 048 kg, peso totale di 16 148 kg, velocità massima di 1,7 Mach, velocità ascensionale di 195 m/sec a 0 m, salita a 15 000 m in 3'40".[2]
- Sud-Ouest SO.4060-04: versione studiata con missili Matra semi-annegati sotto la fusoliera, oppure altri due nella stiva subito dietro la cabina di pilotaggio.[2]
- Sud-Ouest SO-4060B: versione da bombardamento proposta alla fine del 1955. Lunghezza 18,7 m, apertura alare 11,7 m, peso a vuoto 8 774 kg, peso massimo al decollo 20 604 kg, velocità massima Mach 1,7.[2]
- Sud-Ouest SO-4060B-IV: versione senza pilota proposta nel marzo 1957. Lunghezza 17,6 m, apertura alare 11, 7 m, peso a vuoto 8 774 kg, peso massimo al decollo 20 604 kg, velocità massima Mach 2.[2]
- Sud-Ouest SO-4060M: versione per impiego navale derivata dal primo prototipo, proposta alla fine del 1955. Era dotato di due reattori SNECMA M 25 Super Atar da 6.400 kg/s a 8.000 m, lunghezza 19,160 m (16,60 con muso ripiegato), apertura alare 11,73 m, altezza 5,00 m, peso a vuoto 9 815 kg, a vuoto equipaggiato 10 235 kg, peso normale al decollo 16 935 kg, velocità massima Mach 1,5, equipaggio 1 pilota.[2]
- Sud-Ouest SO-4060N: versione da caccia notturna (N per Notte). Nome talvolta dato alla versione base dopo la moltiplicazione delle versioni.[2]
- Sud-Ouest SO-4061: versione da bombardamento ingrandita del 120%, destinata a migliorare l'autonomia limitata del SO-4060. Lunghezza 23 m, apertura alare 14, peso massimo al decollo 36 000 kg, velocità massima Mach 2.[2]
- Sud-Ouest SO-4062: versione per impiego navale più leggera del SO.4060M proposta nel 1957. Era dotato di due reattori SNECMA M 25 Super Atar da 6.400 kg/s a 8 000 m, lunghezza 17,56 m (15,56 con muso ripiegato), apertura alare 10,49 m, altezza 4.95 m, superficie alare di 40 m², peso a vuoto 8 625 kg, velocità massima Mach 1,5.[2]
- Sud-Ouest SO-4062-02: versione per impiego navale. Lunghezza 18,7 m, apertura alare 11,7 m, peso a vuoto 8 774 kg, peso normale al decollo 20 604 kg, velocità massima Mach 1,7.[2]

### Annotazioni
1. ↑  Il nome Super Vautour nome non fu mai ufficializzato ne dalla ditta ne dall'Armée de l'air.

### Fonti
1. 1 2 3 4 5 6 7 8 9 10 11 12 13 14 15 16  Rocher, Marchand 2007, pp. 64-73.
2. 1 2 3 4 5 6 7 8 9 10 11 12 13 14 15 16 17 18 19 20 21 22 23 24 25 26 27 28 29 30 31 32 33 34 35 36 37 38 39 40 41 42 43  Aviations Militaires.
3. 1 2 3 4 5 6 7 8 9 10 11 12 13 14 15 16 17 18  Alternathistory.